# ال‌ای-۹
ال‌ای-۹ (به انگلیسی: Lavochkin_La-9) یک هواگرد از نوع جنگنده ساخت شرکت لاوچکین است. هواگرد ال‌ای-۹ نخستین پروازش را در ۱۹۴۶ میلادی انجام داد. این هواگرد در سال اوت ۱۹۴۶ میلادی رسماً معرفی گردید و در سال‌های ۱۹۴۶–۱۹۴۸ تولید شده‌است. در مجموع، تعداد ۱٬۵۵۹ فروند از این هواگرد ساخته شده‌است.